# 抚边乡
抚边乡，是中华人民共和国四川省阿坝藏族羌族自治州小金县下辖的一个乡镇级行政单位。

## 行政区划
抚边乡下辖以下地区：
粮台村、营门村、高卡村、麦龙村、庄房村、段家山村、菜园村、先锋村、胥家山村和大坪村。